# Sistema de Lógica Dedutiva e Indutiva

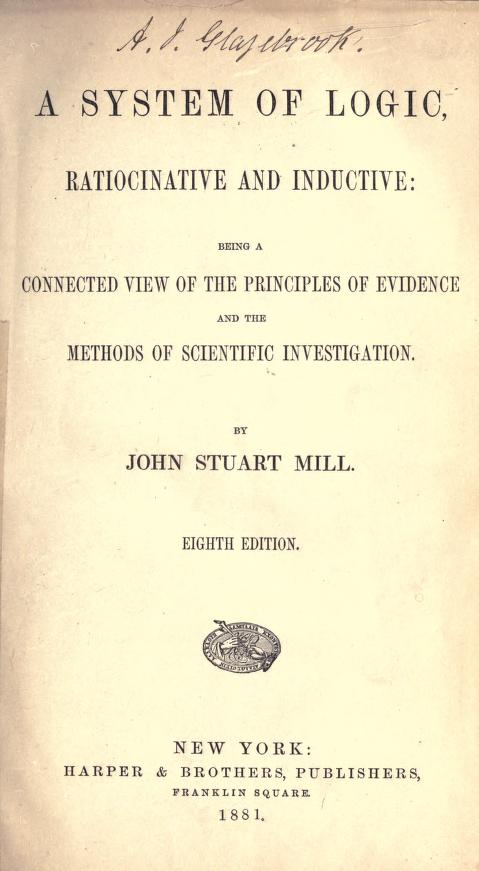
A System of Logic, Ratiocinative and Inductive

Sistema de lógica dedutiva e indutiva (em inglês, A System of Logic, Ratiocinative and Inductive) é um livro escrito em 1843 pelo filósofo inglês John Stuart Mill.

## Visão geral
Neste trabalho, ele formulou os cinco princípios do raciocínio indutivo que são conhecidos como Métodos de Mill . Este trabalho é importante na filosofia da ciência e, de forma mais geral, na medida em que delineia os princípios empíricos que Mill usaria para justificar suas filosofias morais e políticas.
Um artigo em “Philosophy of Recent Times” descreveu este livro como uma “tentativa de expor um sistema psicológico de lógica dentro de princípios empiristas”.
Este trabalho foi importante para a história da ciência, sendo uma forte influência em cientistas como Dirac. A System of Logic também teve uma impressão em Gottlob Frege , que repreendeu muitas das ideias de Mill sobre a filosofia da matemática em seu trabalho The Foundations of Arithmetic.
Mill revisou o trabalho original várias vezes ao longo de trinta anos em resposta a críticas e comentários de Whewell, Bain e outros.

## Edições
- Mill, John Stuart, A System of Logic, University Press of the Pacific, Honolulu, 2002, ISBN 1-4102-0252-6

### Edições online (em inglês)
- 1843. Google Books: Vol. I, Vol. II
- 1846. Google Books: All
- 1851. Google Books: Vol. I
- 1858. Google Books: All
- 1862. Google Books: Vol. I, Vol. II
- 1868. Internet Archive: Vol. I, Vol. II. Also Vol. I, Vol. II. Also Vol. I
- 1872. Internet Archive: Vol. I, Vol. II. HTML parcial version.
- 1882. Internet Archive: All
- 1882. Project Gutenberg: All